# Condizione di von Laue
La condizione di von Laue stabilisce la relazione che esiste tra il verificarsi di una interferenza costruttiva e la distanza degli atomi all'interno di un cristallo.
Contrariamente alla formulazione di Bragg, in cui il cristallo era immaginato composto da un'infinità di famiglie di piani fra di loro paralleli, la formulazione di Von Laue fa ricorso al concetto di reticolo di Bravais, nei cui punti  {\displaystyle {\vec {R}}}  sono posizionati gli elementi scatteratori.
Un solido cristallino si differenzia da un solido amorfo perché è dotato di una struttura ordinata degli atomi che lo compongono. Tale struttura può essere studiata attraverso la tecnica della diffrazione dei raggi X. Questa tecnica consiste nell'investire il cristallo, e quindi gli atomi che lo compongono, con una radiazione X ed investigare la figura di diffrazione al variare degli angoli di incidenza.
La condizione è espressa dalla formula
{\displaystyle {\vec {d}}\cdot {\Delta {\vec {K}}}=2\pi m}
dove {\displaystyle {\vec {d}}} è la distanza interatomica e {\displaystyle \Delta {\vec {K}}} la differenza tra il vettore d'onda della radiazione incidente e quello della radiazione uscente (si assume che lo scattering sia elastico, quindi la radiazione incidente e uscente hanno la stessa energia cosicché il modulo di {\displaystyle {\vec {K}}} è lo stesso).
La condizione è analoga alla definizione dei vettori appartenenti al reticolo reciproco {\displaystyle {\vec {G}}}, perciò può essere letta come 
{\displaystyle \Delta {\vec {K}}={\vec {G}}}
In questo modo la condizione di Laue indica che, in un urto elastico, il momento trasferito ad un reticolo cristallino è uguale ad un vettore del reticolo reciproco.